# Monterotondo (Latium)
Monterotondo ist eine italienische Gemeinde in der Metropolitanstadt Rom in der Region Latium mit 41.125 Einwohnern (Stand 31. Dezember 2023). Sie liegt 28 km nördlich von Rom.

## Geographie
Die Altstadt von Monterotondo liegt auf einem Höhenrücken östlich des Tiber. Die meisten Einwohner leben jedoch heute in den modernen Vororten östlich der Altstadt und im Tibertal.
Die Nachbargemeinden sind Capena, Castelnuovo di Porto, Fonte Nuova, Mentana, Montelibretti, Palombara Sabina, Riano und Rom.

### Verkehr
Durch das Gemeindegebiet verläuft die Autobahn A1 Autostrada del Sole von Mailand nach Neapel, die nächste Autobahnausfahrt ist allerdings Rom-Nord, 10 km nördlich der Stadt. Monterotondo liegt seit der Antike an der Via Salaria, heute als SS 4 Teil des Fernstraßennetzes, die Rom mit der Adria bei San Benedetto del Tronto verbindet.
Monterotondo hat im Ortsteil Scalo einen Bahnhof an der Regionalbahnstrecke FR1 vom Flughafen Rom-Fiumicino über Rom-Tiburtina nach Orte.

## Geschichte

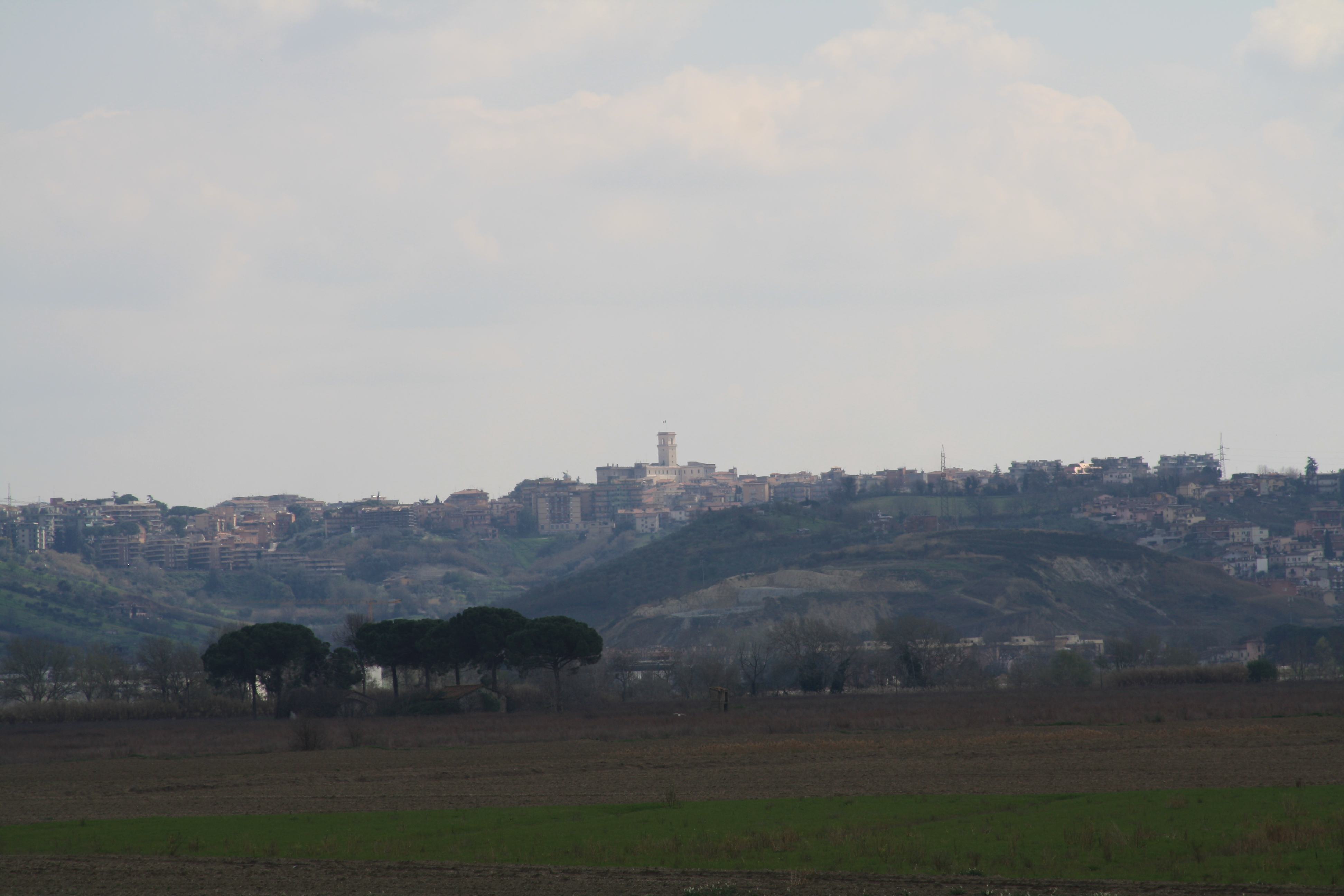
Panorama

Die Vorgängerstadt von Monterotondo war das antike Eretum, eine Grenzstadt zwischen den Latinern und den Sabinern. Sie wurde von Gaius Nautius Rutilus 458 v. Chr. für Rom erobert.
Im Mittelalter wurde der Ort auf den leichter zu verteidigenden Hügel der Monti Cornicolani verlegt, der nach seiner Form Monte Rotondo (= Runder Berg) genannt wurde. Ab dem 13. Jahrhundert befand es sich im Besitz der Adelsfamilie der Orsini und ab 1626 der Barberini.

## Bevölkerungsentwicklung
| Jahr      | 1881  | 1901  | 1921  | 1936  | 1951   | 1971   | 1991   | 2001   |
| --------- | ----- | ----- | ----- | ----- | ------ | ------ | ------ | ------ |
| Einwohner | 3.910 | 4.552 | 5.632 | 7.354 | 10.165 | 21.752 | 30.124 | 34.376 |

Quelle: ISTAT

## Politik
Bei den Wahlen vom 5. Juni 2019 wurde Riccardo Varone (PD) zum neuen Bürgermeister bestimmt.

## Sehenswürdigkeiten
- Der Palazzo Orsini Barberini wurde 1286 zum ersten Mal erwähnt und im 17. Jahrhundert von der Familie Barberini ausgebaut.
- Der Dom Santa Maria Maddalena wurde im 17. Jahrhundert durch die Barberini erbaut.
- Die Kirche Madonna delle Grazie stammt aus der Romanik
- Im Archäologischen Museum (Museo Archeologico territoriale di Monterotondo) sind Funde aus Eretum und anderen antiken Orten der Umgebung zu sehen.

## Söhne und Töchter der Stadt
- Renato Curcio (* 23. September 1941), Mitbegründer der Roten Brigaden
- Marco Marchionni (* 22. Juli 1980), italienischer Fußballspieler
- Massimo Scali (* 11. Dezember 1979), italienischer Eiskunstläufer